# Pankratiuskapelle (Konzen)

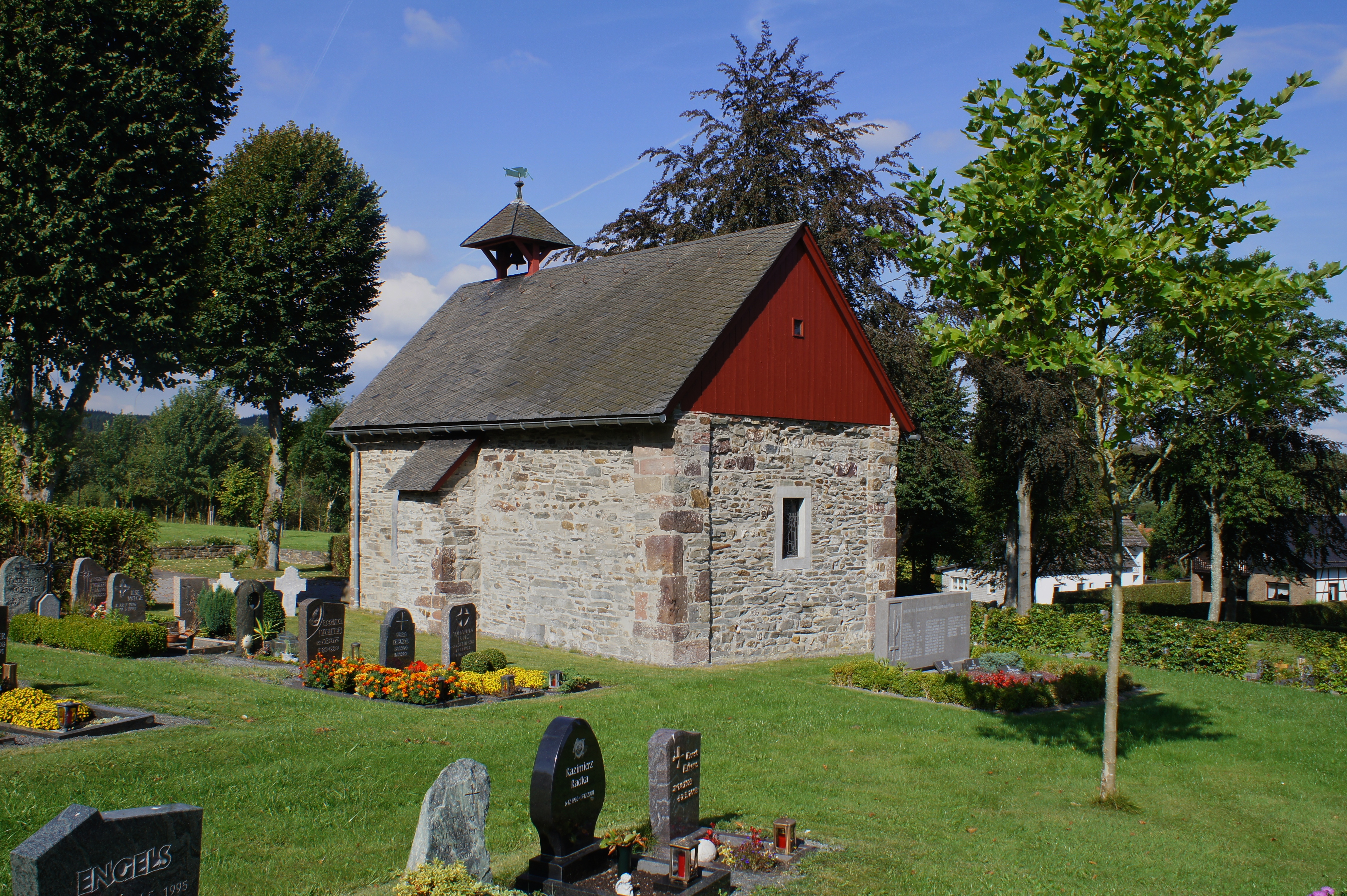
Pankratiuskapelle Konzen

Die Pankratiuskapelle ist ein Kirchenbau in Konzen, einem Stadtteil von Monschau in der nordrhein-westfälischen Städteregion Aachen. Sie liegt inmitten des Friedhofs in unmittelbarer Nähe der Pfarrkirche St. Peter. 

## Geschichte

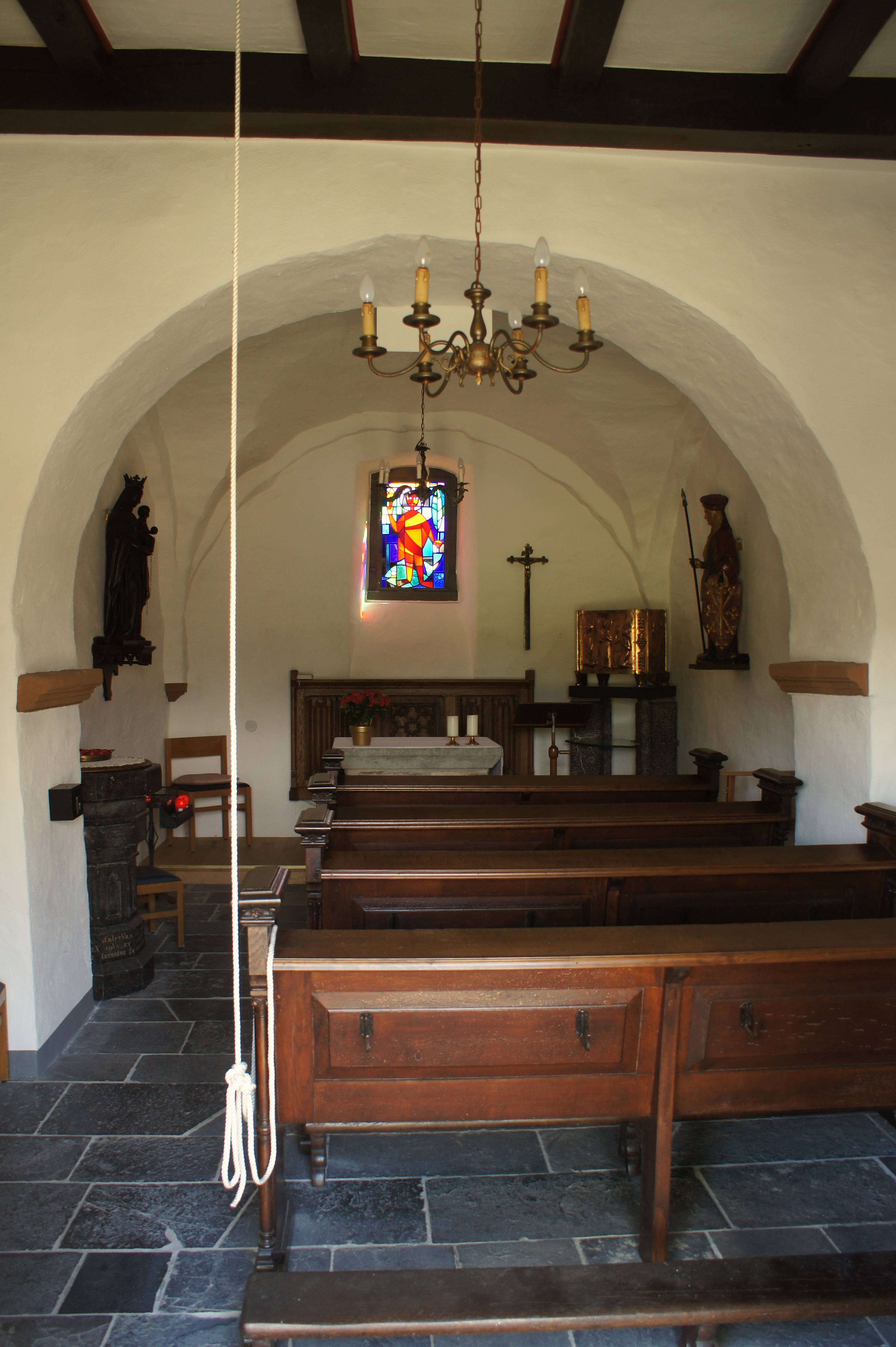
Innenraum
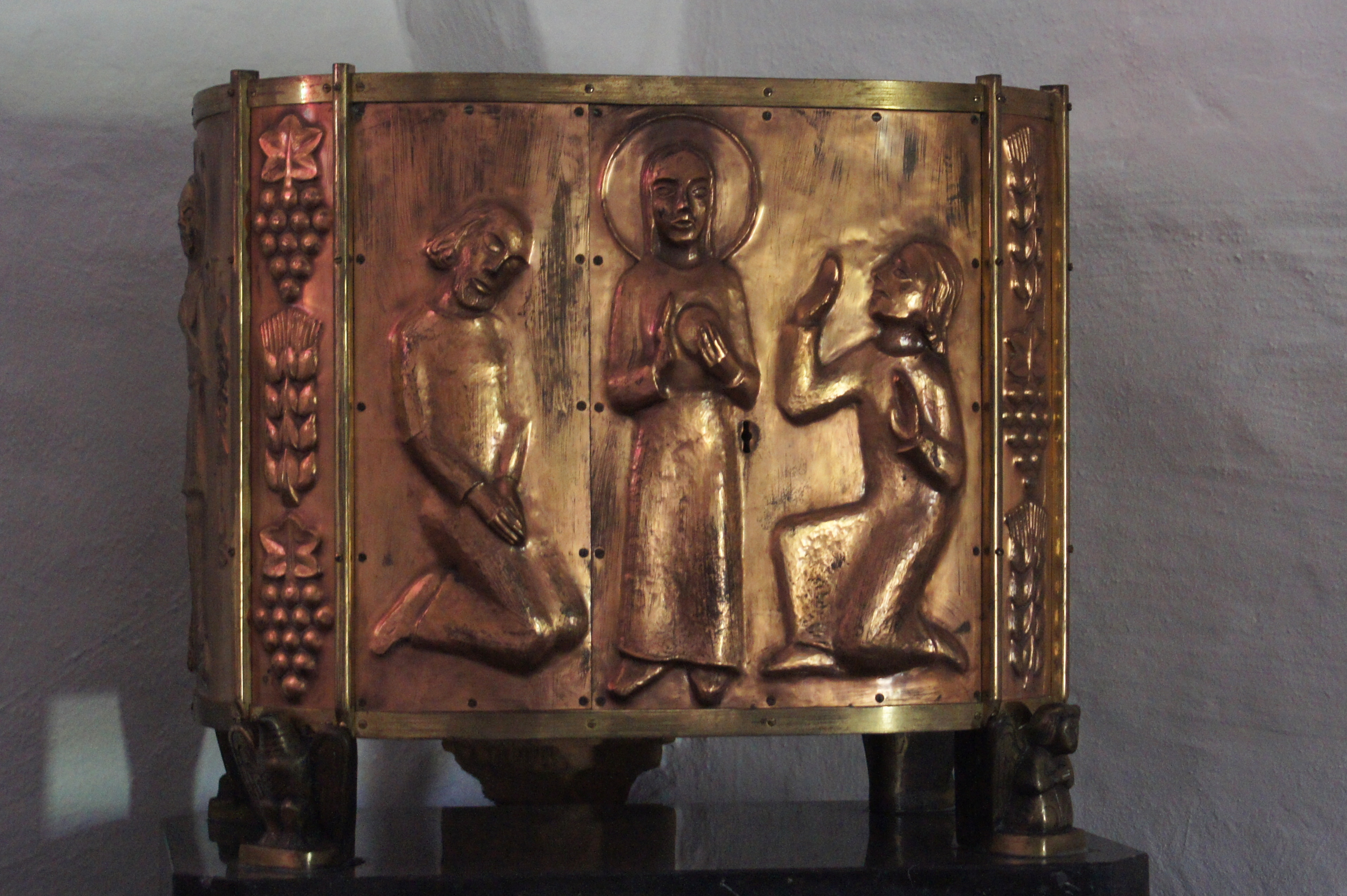
Tabernakel

Über die Kapelle gibt es jahrhundertelang keine schriftlichen Zeugnisse. Die folgenden Angaben beruhen auf Schätzungen und Vermutungen. Die Kapelle wurde spätestens 886 auf römischer Grundlage erbaut. Die Zuschreibung auf Arnolf von Kärnten ist sehr unsicher. Arnolf war ein Verehrer und Initiator der Kults um den heiligen St. Pankratius auf deutschem Boden, aber hauptsächlich im süddeutschen Raum tätig. Der Verdacht liegt nahe, dass der Bau schon unter Karl dem Großen entstanden ist, da es ein Steinbau war, unüblich für die Zeit. Das Wissen, mit Stein bauen zu können, war nicht vorhanden. Bauarbeiter mussten dazu von weit hergeholt worden sein. In etwa der gleichen Zeit entstand die Pfalzkapelle in Aachen. Eventuell hat es einen Vorläufer aus Holz gegeben, da eine Kirche für den Königshof (dort steht vielleicht heute der Hardthof) unabdingbar war. Ursprünglich hatte sie eine Größe von 100 Quadratmetern und soll Platz für 200 Personen gehabt haben. Die Kapelle ist der übrig gebliebene Rest, das Chörchen. 1904 wurden bei Ausgrabungen ein Meter starke Fundamente gefunden, die einen Raum von 10 mal 10 Metern umschlossen, der sich westlich an das Chörchen anschloss. St Pankratius war lange Zeit die einzige Pfarrkirche im weiten Umkreis. Erst im elften Jahrhundert wurde sie durch St. Peter ersetzt, eine dreischiffige romanische Basilika. Die Umgebung war nun dichter besiedelt und die alte Kirche fasste nicht mehr alle Gläubigen, genügte nicht mehr den Ansprüchen. Konzen blieb bis ins 14. Jahrhundert die einzige Pfarre des Monschauer Landes.
Nach der Schlacht bei Konzen um 1400 wurde St. Pankratius als Sühnekapelle für das Kloster Malmedy umgebaut. Bei den Ausgrabungsarbeiten zum Fundament wurde auch ein Massengrab mit schichtweise gestapelten Skeletten aus der Schlacht gefunden. Auch diese Gebäude wurde im Zweiten Weltkrieg stark beschädigt. 1958 wurden sie wieder gründlich instand gesetzt. Die Kapelle diente zeitweise als Leichenhalle, bis sie 1972 durch einen modernen Neubau ersetzt wurde.
Augenscheinlich ist der Kapellenraum zweiteilig. Der hintere Teil mit dem Rundbogen aus sehr dickem Mauerwerk ist vermutlich von der alten Bausubstanz erhalten, der vordere, erkennbar an der Holzbalkendecke, ist neuer, die Mauerwerke sind nicht miteinander verzahnt. Um Genaueres zu erkennen, wären neuerliche Grabungen und Analysen des Mauerwerks erforderlich.